# 엄지손가락 (제스처)

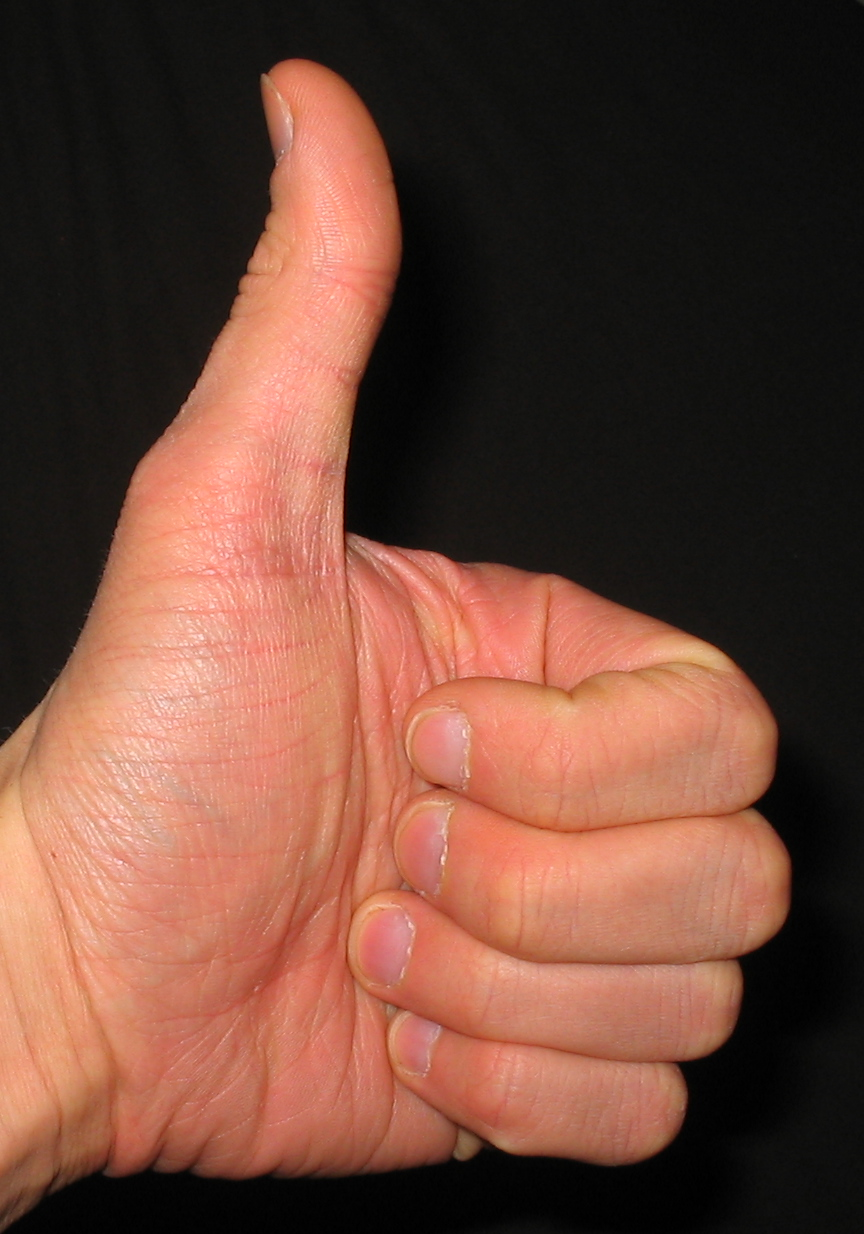

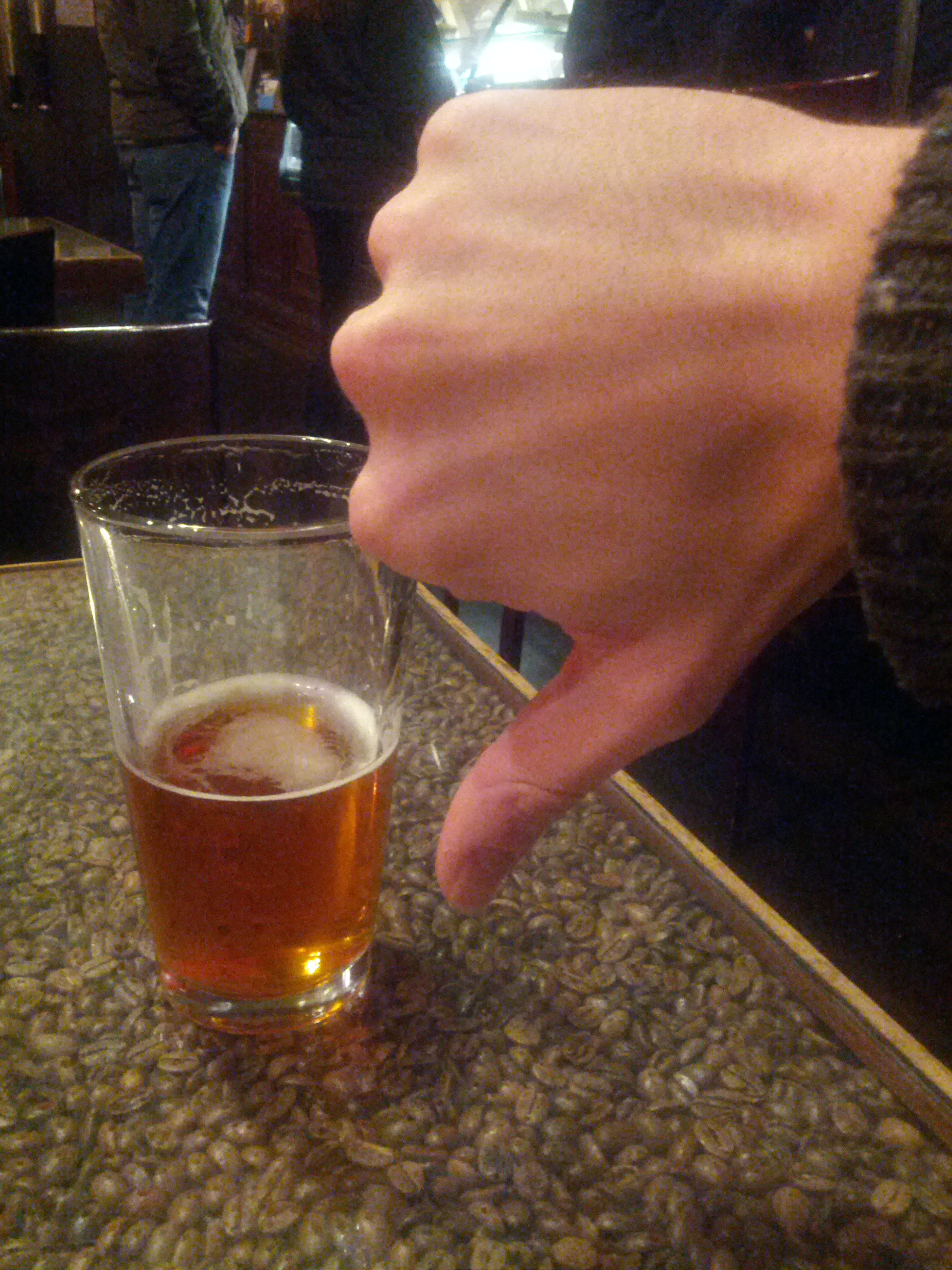

제스처로서 엄지손가락은, 위로 올리냐, 아래로 내리냐에 따라 의미가 달라진다. 위로 올리는 행위는 영어권에서는 긍정적인 의미를 의미이지만, 중동, 서아프리카, 남아메리카에서는 모멸의 표현이다. 기타 유럽 및 아시아의 일부 국가에서는 외설적인 표현이 된다. 정확한 기원은 알려져 있지 않지만, 고대 로마의 검투사 경기에서 관객이 사용하던 패자를 용서하는 제스처가 유래라는 설이있다. (엄지손가락을 아래로하면 패자를 죽여라는 의미)

## 같이 보기
- 가운뎃손가락 (제스처)